# براوتون، میلتون کینس
براوتون (به انگلیسی: Broughton) یک روستا و محله مدنی در بریتانیا است که در میلتون کینز واقع شده‌است. براوتون ۲٬۴۹۳ نفر جمعیت دارد.